# Thelocactus macdowellii
Thelocactus macdowellii là một loài thực vật có hoa trong họ Cactaceae. Loài này được (Rebut ex Quehl) W.T. Marshall miêu tả khoa học đầu tiên năm 1947.

## Hình ảnh

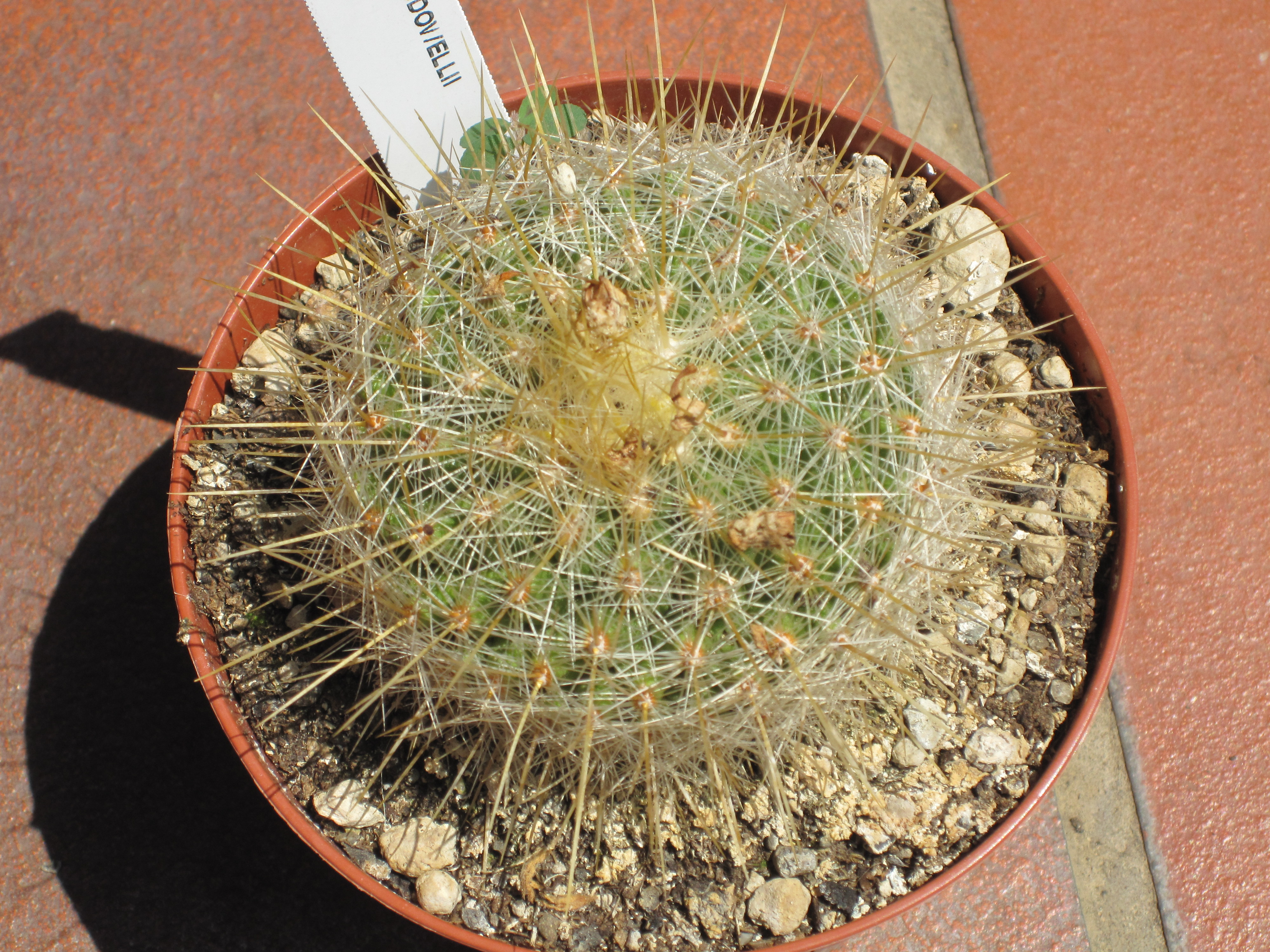
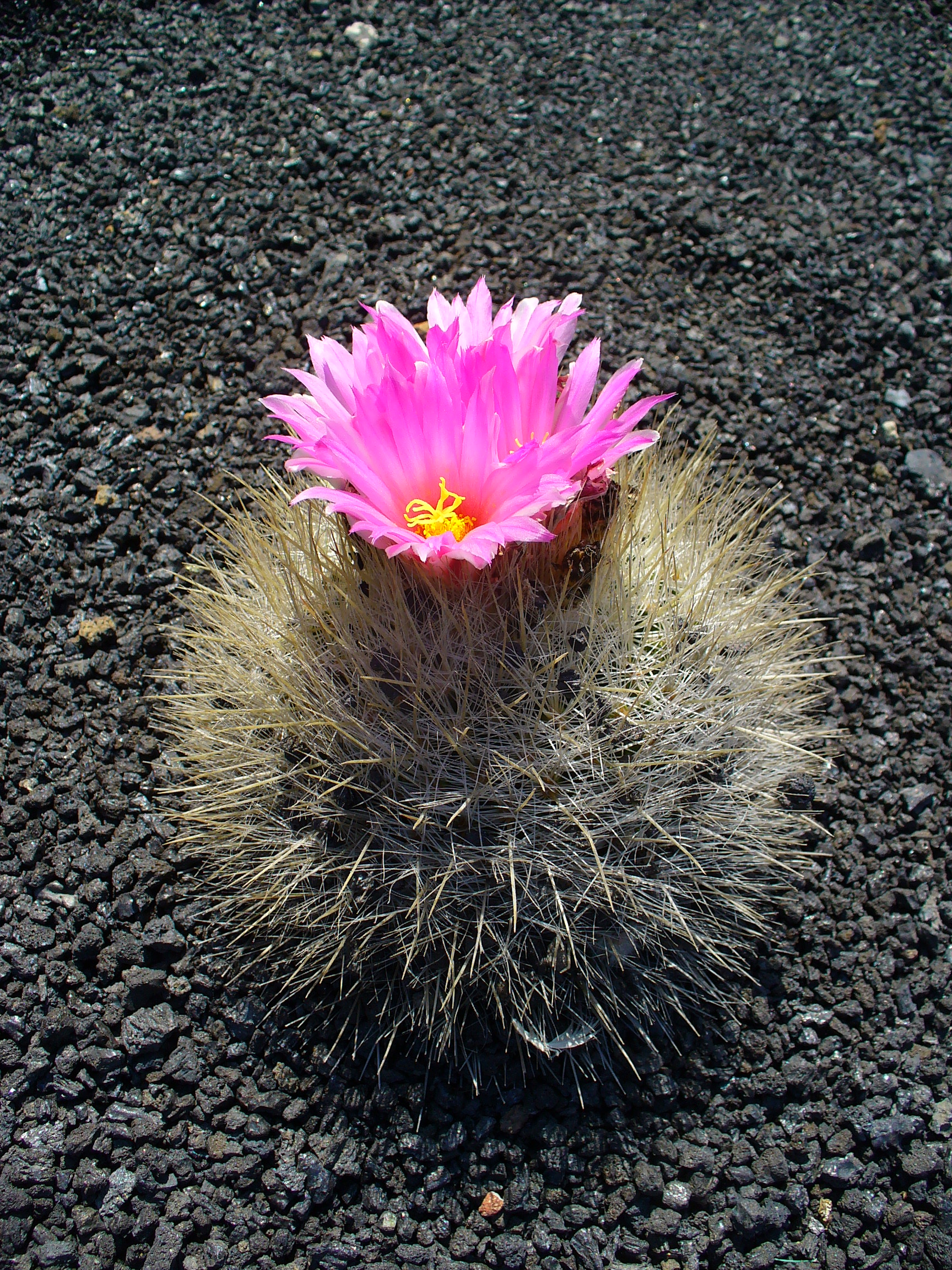
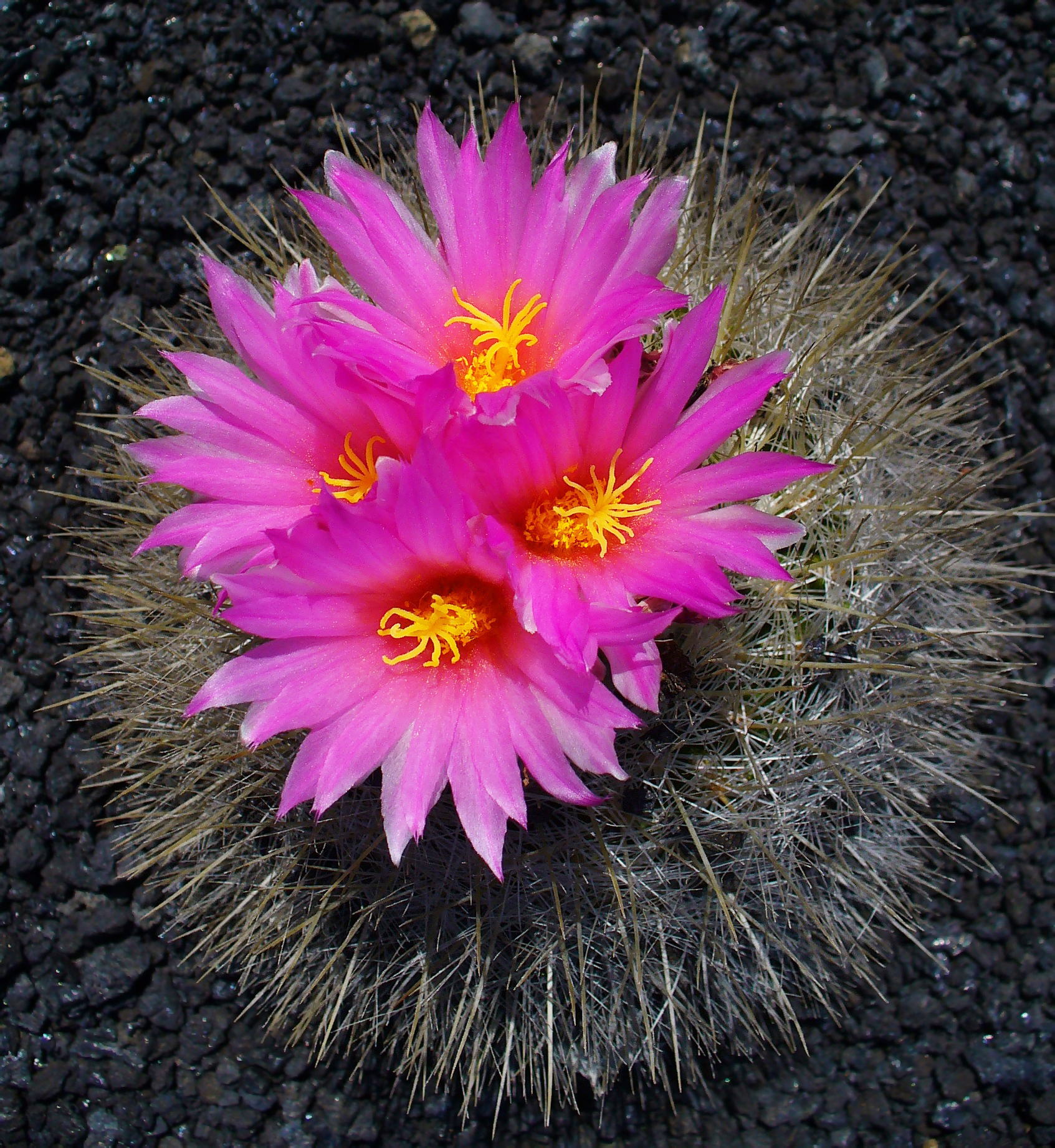
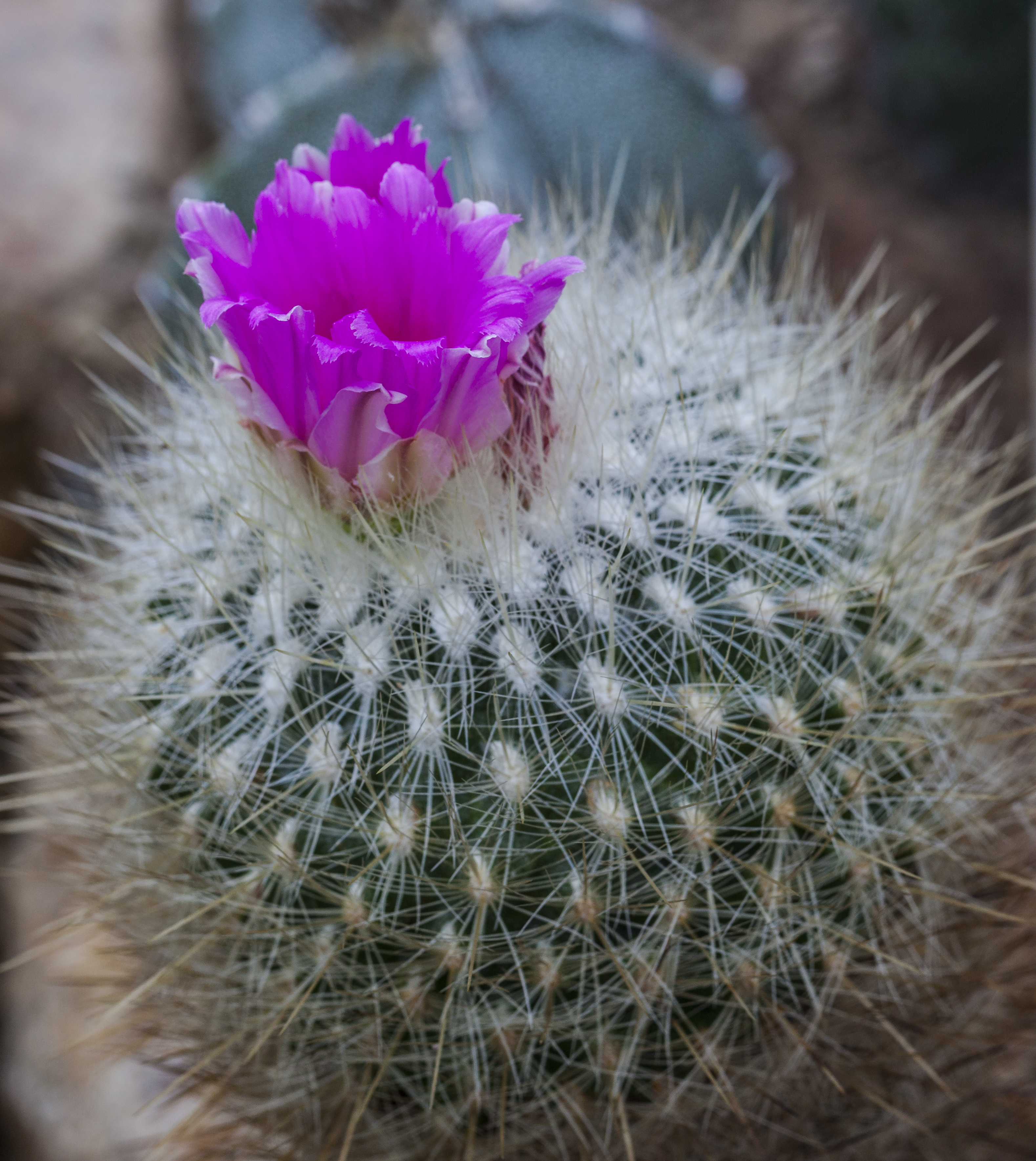